# Prolemur simus
El lémur grande del bambú (Prolemur simus) es una especie de primate estrepsirrino de la familia Lemuridae, la más grande de las tres especies de lémur de bambú. Es el único representante del género Prolemur. Es un gran lémur grisáceo pardo con orejas blancas. Come exclusivamente bambú, prefiriendo los brotes, pero luego continúa con talluelos y hojas. Se desconoce cómo su metabolismo degrada el cianuro de los brotes. Su único predador es el fosa (Cryptoprocta ferox). Vive solamente en el sudeste de Madagascar.
Esta especie cuenta con una increíble visión binocular y una nariz bastante sensible, capaz de percibir  los olores de marcación de territorio. La mayoría tienen unas colas muy largas, que permitan que el animal pueda mantener el equilibrio.
Como primates que son, sus manos están formadas por cinco dedos y uñas y no por garras, lo que les facilita agarrar y manipular objetos.
La especie parece ser la única de los lémures donde el macho es dominante, aunque esto no está definitivamente establecido.
El lémur grande del bambú se encuentra en peligro crítico de extinción, y fue incluido en la publicación bienal Los 25 primates en mayor peligro del mundo, en los años 2002, 2006, 2008 y 2010. Se dice que tiene una población de entre 100 y 160 individuos.
La destrucción de su hábitat es una gran amenaza para su supervivencia, incluyendo la destrucción de las selvas debido a la agricultura y la intensiva tala y quema del bambú, además de esto, a este tipo de primates también se le caza en algunas áreas.
Las poblaciones están protegidas sólo en los parques nacionales de Ranomafana y Andringitra.

### Comportamiento
Son unos animales bastante sociales y la mayoría del tiempo la pasan subidos a árboles o arbustos. Su medio de comunicación es por medio de marcas fuertes de olor o sonidos.
El tiempo de apareamiento de los lémures dura en torno a tres semanas por año, la hembra, durante el periodo de celo, abre su vagina unas horas o incluso días. El tiempo de la gestación es variable, ya que, puede durar desde dos meses hasta seis.
El número de crías varían según el tamaño, los de mayor tamaño solo tienen una cría y los de menor tamaño, normalmente, tienen más de una.
Las crías al nacer son amamantadas, hasta la aparición de sus primeros dientes y para moverse de un lugar a otro lo hacen agarrándose de la piel de su madre, o cuando son demasiado pequeños y no pueden agarrarse ellos solos, la madre les sostiene con sus labios.
Su esperanza de vida es bastante alta en relación con los que viven en su entorno natural, pudiendo llegar a alcanzar los 30 años sin mostrar signos de envejecimiento y pudiendo reproducirse, esto es debido principalmente a su alimentación.